# چاوتاکوا
جنبش چاوتاکوا (Chautauqua) یکی از مهم‌ترین و تأثیرگذارترین جنبش‌های فرهنگی و آموزشی در تاریخ ایالات متحده است که از اواخر قرن نوزدهم تا اوایل قرن بیستم در سراسر کشور گسترش یافت.

## ریشه‌ها و آغاز
جنبش چاوتاکوا در سال ۱۸۷۴ توسط جان هِیْل وینسنت (John H. Vincent) و لوئیس میلر (Lewis Miller) در کنار دریاچه چاوتاکوا در ایالت نیویورک آغاز شد. هدف اولیه آن آموزش معلمان مدارس یکشنبه بود، اما به‌سرعت به برنامه‌ای گسترده‌تر تبدیل شد که شامل آموزش عمومی، سرگرمی‌های فرهنگی و فعالیت‌های مذهبی می‌شد.
با گذشت زمان، چاوتاکوا از یک برنامه محلی به جنبشی ملی تبدیل شد. تا سال ۱۹۰۴، ۱۵۷ مجمع مستقل چاوتاکوا در سراسر آمریکای شمالی برگزار می‌شد که برنامه‌هایی تابستانی به مدت ۲ تا ۴ هفته ارائه می‌دادند.
از سال ۱۹۰۴، نوع جدیدی از چاوتاکوا به نام «چاوتاکوای دوره‌گرد» شکل گرفت. این برنامه‌ها با استفاده از چادرهای بزرگ در شهرهای کوچک و روستاها برگزار می‌شدند و شامل سخنرانی‌های انگیزشی، اجراهای موسیقایی و نمایش‌های صحنه‌ای بودند. در اوج خود در دهه ۱۹۲۰، این برنامه‌ها در بیش از ۱۰٬۰۰۰ جامعه در ۴۵ ایالت برگزار می‌شدند و به بیش از ۴۵ میلیون نفر خدمات ارائه می‌دادند.

### افول جنبش
با ظهور رادیو، سینما و تلویزیون، محبوبیت چاوتاکوا کاهش یافت. آخرین نمایش‌های چاوتاکوای دوره‌گرد در دوران رکود بزرگ اقتصادی برگزار شدند. با این حال، برخی از مؤسسات چاوتاکوا، مانند مؤسسه چاوتاکوا در نیویورک، همچنان به فعالیت‌های فرهنگی و آموزشی خود ادامه می‌دهند.

## میراث چاوتاکوا
جنبش چاوتاکوا تأثیر عمیقی بر فرهنگ و آموزش در ایالات متحده داشت. این جنبش به ترویج آموزش بزرگسالان، ارتقاء فرهنگی و تقویت حس جامعه‌پذیری کمک کرد. رئیس‌جمهور تئودور روزولت از چاوتاکوا به‌عنوان «آمریکایی‌ترین چیز در آمریکا» یاد کرد.